# Культпросвет (государственный орган)
Культпросвет (сокращенно от Культурно-просветительный отдел) — подразделения органов исполнительной власти в РСФСР и, позднее, в СССР, ведавшие вопросами культуры и просвещения, а также общее название культурно-просветительной работы в массах.
Отделы Культпросвета создавались при местных Советах рабочих, крестьянских и солдатских депутатов, а также в партийных структурах, на предприятиях, в вооруженных силах и в общественных организациях.
В первые годы Советской власти деятельность массовых очагов культуры называлась внешкольным образованием, с начала 1920-х до середины 1940-х годов — политико-просветительной работой, а с середины 1940-х годов до сего дня культурно-просветительной работой.
Также «культпросветом» в просторечии назывались любые культурно-просветительские мероприятия: например, организация походов в музей или театр, экскурсий, смотров и конкурсов художественной самодеятельности, для чего готовились профессиональные кадры в институтах культуры.

## История
26 октября (8 ноября) 1917 года на Втором Всероссийском съезде Советов было сформировано первое Советское правительство. В состав его 12-ти наркоматов входил Народный комиссариат просвещения РСФСР, которому подчинялись 28 отделов, ведавших высшим, школьным и профессиональным образованием, политическим просвещением, научными учреждениями, литературой, издательским делом, искусством, библиотеками, театром, музыкой и т. д.
Чуть позже при местных Советах были созданы свои культурно-просветительные отделы — с соответствующими полномочиями.
В целом, в СССР Культпросвет охватывал любую организованную деятельность (вне учебных заведений), если она способствовала культурному росту человека. При этом деятели культуры практически не могли обойтись без поддержки этих органов, так как у них не было иных, независимых источников дохода, и без разрешения Культпросвета они не могли получить доступ к концертным и выставочным залам и т. п.
В ноябре 1920 года в системе Наркомпроса РСФСР был создан Главный политико-просветительный комитет (Главполитпросвет), объединивший функции партийного и государственного руководства этой областью. Его руководителем стала Н. К. Крупская, политическую программу этой работы сформулировал основатель советского государства В.И. Ленин. По его словам, культурно-просветительная работа необходима, чтобы «практически показать, как надо социализм строить», чтобы развернуть перед народом политические задачи «побороть всё сопротивление капиталистов, не только военное и политическое, но и идейное, самое глубокое и самое мощное», преобразовать сознание и психологию народных масс и вовлечь их в общественную жизнь, в управление государством.
Особое значение приобрела культурно-просветительная работа и ликвидация массовой безграмотности в деревне, где в начале XX века проживало 80 % российского населения. XIII съезд РКП(б) провозгласил, что «деревня стоит на распутье, переживает переломный момент, сейчас складывается её новое лицо. От того, каким будет это лицо, зависят дальнейшие судьбы Советской власти и нашей партии; поэтому работа в деревне в данный момент является одной из самых важных, ударных работ». Это делалось через широкое вовлечение крестьян в работу Советов, кооперации, комитетов общественной взаимопомощи. Именно в тот период на местах стали формироваться органы культпросвета: губернские, уездные, волостные, и учреждения работы с населением: избы-читальни, библиотеки, пункты ликвидации неграмотности, народные дома, дома крестьянина.
В Наркоматах просвещения (позднее министерствах просвещения) союзных республик позднее начали создаваться отдельные управления домов культуры, библиотек и т. п.
В 1945 году структуры Культпросвета перешли в руки специально созданных комитетов по делам культурно-просветительных учреждений при Советах Министров союзных республик. С 1953 года деятельность культпросвета стало курировать Министерство культуры СССР и министерства культуры союзных республик. Сложившаяся в послевоенный период структура органов управления культурой показала свою социокультурную и педагогическую эффективность и в основных чертах сохранилась до наших дней. Хотя финансирование культпросветработы отставало от финансирования других отраслей, избы-читальни преобразовывались в сельские клубы, активно строились кинотеатры, библиотеки, дома народного творчества. Более разнообразными становились формы работы: стали организовываться тематические вечера, устные журналы, КВН, вокально-инструментальные ансамбли, клубы самодеятельной песни.

## Направления деятельности
Работа органов Культпросвета в СССР сводилось к следующим направлениям:
- формирование коммунистического мировоззрения,
- трудовое воспитание,
- нравственное воспитание,
- атеистическое воспитание,
- научно-техническая пропаганда и распространение экономических знаний,
- эстетическое воспитание,
- физическое воспитание,
- организация художественной самодеятельности, отдыха и развлечений.

Работники Культпросвета проводили беседы, лекции, доклады, спектакли, концерты, тематические вечера, читательские конференции и т. п.
Свои отделы Культпросвета имелись во многих партийных и государственных структурах — например в комсомоле, Красной армии, в отделах пропаганды союзов писателей, композиторов, художников, кинематографистов и т. п.
Печатными органами Культпросвета были газета «Советская культура», а также всевозможные специализированные журналы: «Культурно-просветительная работа», «Клуб и художественная самодеятельность», «Соціалістична культура» (на украинском языке) и пр.

## Кадры
Кадры для Культпросвета готовились в институтах культуры, высших профсоюзных школах, культурно-просветительных училищах и библиотечных техникумах. В 1960-х годах при более чем 500 медицинских, педагогических и сельскохозяйственных вузов были созданы факультеты общественных профессий, готовившие руководителей культмассового сектора в дополнение к основной специальности: руководителей хоров, драматических, танцевальных или музыкальных коллективов.
Теорией и методикой культурно-просветительной работы с 1969 года занимался московский Научно-исследовательский институт культуры министерства культуры РСФСР. В союзных и автономных республиках, краях и областях действовали методические кабинеты культурно-просветительной работы, дома народного творчества и дома художественной самодеятельности.